# Marseilles (Ohio)
Marseilles è un villaggio degli Stati Uniti d'America, situato nello stato dell'Ohio, nella contea di Wyandot.